# Vadrec da l’Albigna
Vadrec da l’Albigna (nazwa w języku romansz; niem. Albignagletscher) – lodowiec o długości 3,7 km i powierzchni 3,53 km². Lodowiec jest położony w masywie Bregaglia w kantonie Graubünden w Szwajcarii.